# Seznam tchajwanských fregat

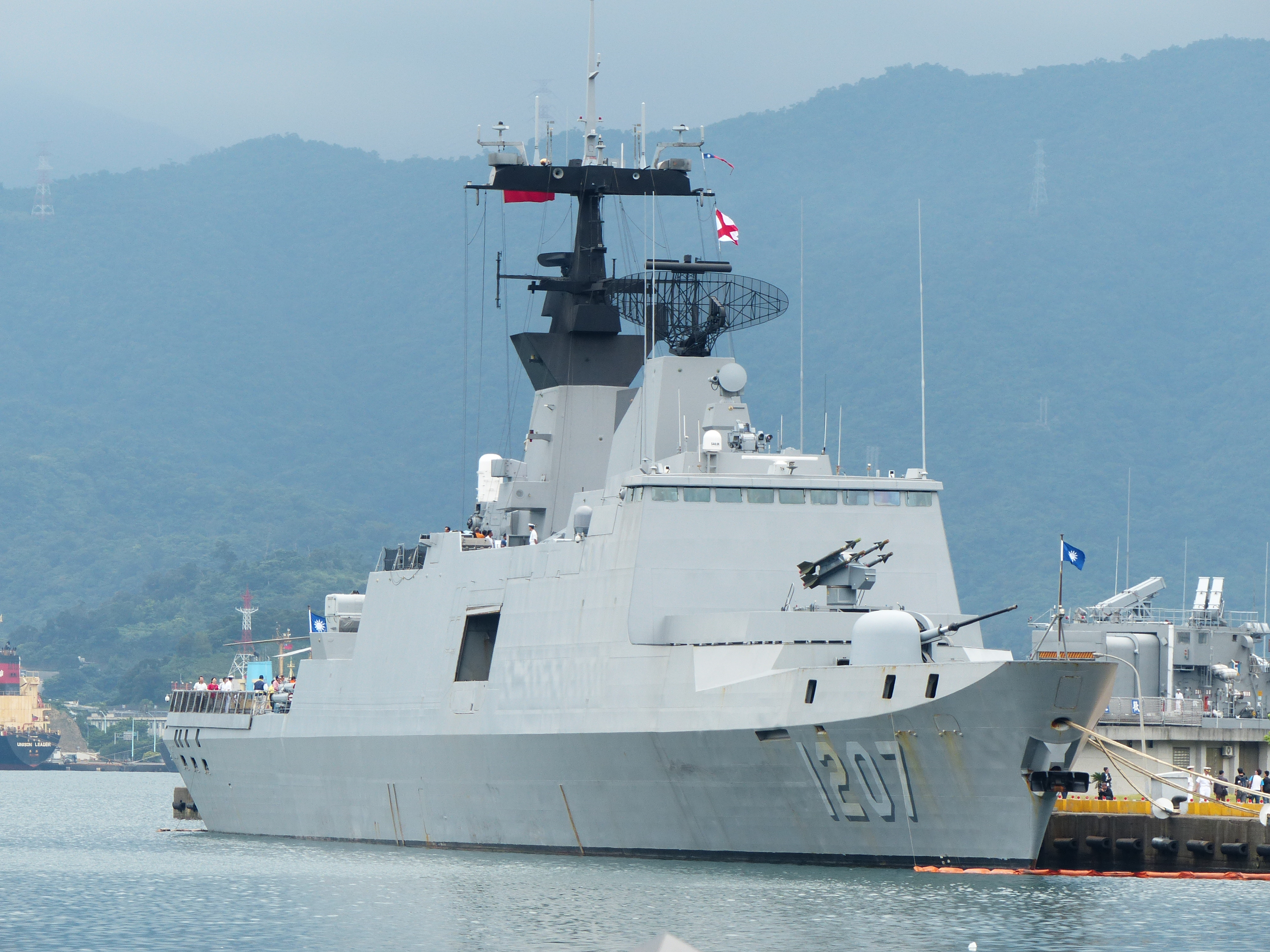
Wu-čchang (FFG-1205)

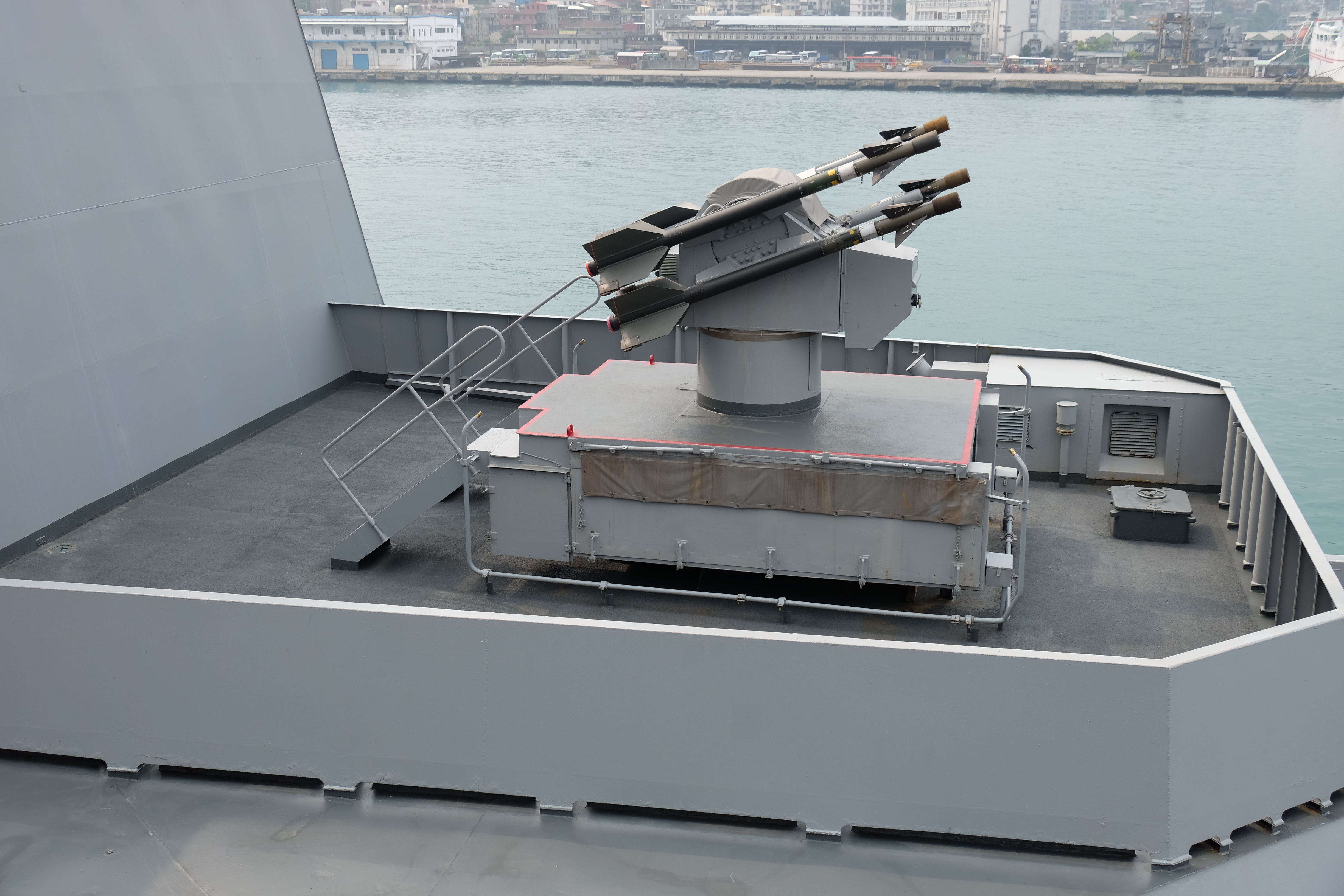
Protiletadlové střely Sea Chaparral na Wu-čchang (FFG-1205)

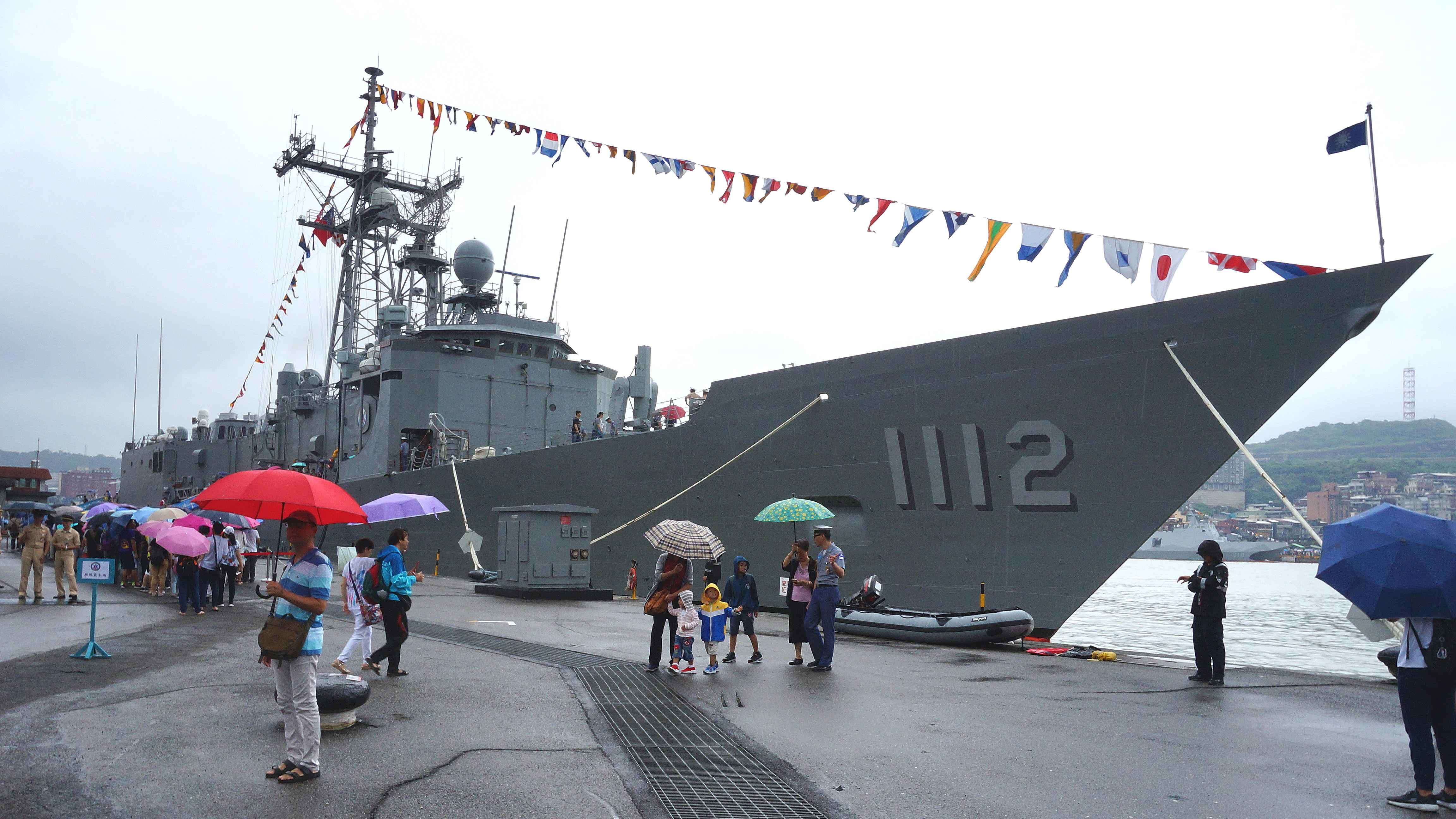
Ming-čchuan (PFG-1112)

Seznam tchajwanských fregat zahrnuje všechny fregaty, které sloužily nebo slouží Námořnictvo Čínské republiky.

## Seznam lodí

### TřídaČcheng-kung
- Čcheng-kung (FFG-1101) - aktivní
- Čeng Che (FFG-1103) - aktivní
- Ťi-kuang (FFG-1105) - aktivní
- Jüe Fej (FFG-1106) - aktivní
- C’-i (FFG-1107) - aktivní
- Pan Čchao (FFG-1108) - aktivní
- Čang Čchien (FFG-1109) - aktivní
- Tchien Tan (FFG-1110) - aktivní

### TřídaOliver Hazard Perry
- Ming-čchuan (PFG-1112) - aktivní
- Feng-ťia (PFG-1115) - aktivní

### TřídaKnox
- Ťi-jang (FF-932) - vyřazena
- Feng-jang (FF-933) - aktivní
- Fen-jang (FF-934) - aktivní
- Lan-jang (FF-935) - aktivní
- Chaj-jang (FF-936) - aktivní
- Chuaj-jang (FF-937) - aktivní
- Ning-jang (FF-938) - aktivní
- I-jang (FF-939) - aktivní

### TřídaKchang-ting
- Kchang-ting (FFG-1202) - aktivní
- Si-ning (FFG-1203) - aktivní
- Wu-čchang (FFG-1205) - aktivní
- Ti-chua (FFG-1206) - aktivní
- Kchun-ming (FFG-1207) - aktivní
- Čcheng-te (FFG-1208) - aktivní